# Lijst van senatoren uit New Mexico

Zegel van de staat New Mexico

Dit is een lijst van de senatoren voor de Amerikaanse staat New Mexico. De senatoren voor New Mexico zijn ingedeeld als Klasse I en Klasse II. De twee huidige senatoren voor New Mexico zijn: Martin Heinrich senator sinds 2013 de (senior senator) en Ben Ray Luján senator sinds 2021 de (junior senator), beiden lid van de Democratische Partij.
Een aantal prominente personen die hebben gediend als senator voor New Mexico zijn: Edwin Mechem (later rechter voor het Hof van Beroep voor het district van New Mexico), Harrison Schmitt (prominent ruimtevaarder en maanwandelaar), Jeff Bingaman (prominent politicus), Albert Fall (later minister van Binnenlandse Zaken), Sam Bratton (later rechter voor het Hof van Beroep voor het 10e circuit), Carl Hatch (later rechter voor het Hof van Beroep voor het district van New Mexico), Clinton Anderson (eerder minister van Landbouw) en Pete Domenici (prominent politicus).

## Klasse I
| Nr.    | Senator voor New Mexico Senator from New Mexico | Senator voor New Mexico Senator from New Mexico | Senator voor New Mexico Senator from New Mexico | Ambtstermijn     | Ambtstermijn     | Partij(en) | Verkiezing(en) |
| ------ | ----------------------------------------------- | ----------------------------------------------- | ----------------------------------------------- | ---------------- | ---------------- | ---------- | -------------- |
| 1      |                                                 | Thomas Catron                                   | Thomas Catron (1840–1921)                       | 28 maart 1912    | 4 maart 1917     | R          | 1912           |
| 2      |                                                 | Andrieus Jones                                  | Andrieus Jones (1862–1927)                      | 4 maart 1917     | 20 december 1927 | D          | 1916           |
| 2      | 1922                                            | Andrieus Jones                                  | Andrieus Jones (1862–1927)                      | 4 maart 1917     | 20 december 1927 | D          |                |
| Vacant |                                                 |                                                 |                                                 |                  |                  |            |                |
| 3      |                                                 | Bronson Cutting                                 | Bronson Cutting (1888–1935)                     | 30 december 1927 | 8 december 1928  | R          |                |
| 4      |                                                 | Octaviano Larrazolo                             | Octaviano Larrazolo (1859–1930)                 | 8 december 1928  | 4 maart 1929     | R          | 1928 (1)       |
| 5      |                                                 | Bronson Cutting                                 | Bronson Cutting (1888–1935)                     | 4 maart 1929     | 6 mei 1935       | R          | 1928 (2)       |
| 5      | 1934                                            | Bronson Cutting                                 | Bronson Cutting (1888–1935)                     | 4 maart 1929     | 6 mei 1935       | R          |                |
| Vacant |                                                 |                                                 |                                                 |                  |                  |            |                |
| 6      |                                                 | Dennis Chávez                                   | Dennis Chávez (1888–1962)                       | 10 mei 1935      | 18 november 1962 | D          |                |
| 6      | 1936                                            | Dennis Chávez                                   | Dennis Chávez (1888–1962)                       | 10 mei 1935      | 18 november 1962 | D          |                |
| 6      | 1940                                            | Dennis Chávez                                   | Dennis Chávez (1888–1962)                       | 10 mei 1935      | 18 november 1962 | D          |                |
| 6      | 1946                                            | Dennis Chávez                                   | Dennis Chávez (1888–1962)                       | 10 mei 1935      | 18 november 1962 | D          |                |
| 6      | 1952                                            | Dennis Chávez                                   | Dennis Chávez (1888–1962)                       | 10 mei 1935      | 18 november 1962 | D          |                |
| 6      | 1958                                            | Dennis Chávez                                   | Dennis Chávez (1888–1962)                       | 10 mei 1935      | 18 november 1962 | D          |                |
| Vacant |                                                 |                                                 |                                                 |                  |                  |            |                |
| 7      |                                                 | Edwin Mechem                                    | Edwin Mechem (1912–2002)                        | 30 november 1962 | 4 november 1964  | R          |                |
| 8      |                                                 | Joseph Montoya                                  | Joseph Montoya (1915–1978)                      | 4 november 1964  | 3 januari 1977   | D          | 1964 (1)       |
| 8      | 1964 (2)                                        | Joseph Montoya                                  | Joseph Montoya (1915–1978)                      | 4 november 1964  | 3 januari 1977   | D          |                |
| 8      | 1970                                            | Joseph Montoya                                  | Joseph Montoya (1915–1978)                      | 4 november 1964  | 3 januari 1977   | D          |                |
| 9      |                                                 | Harrison Schmitt                                | Harrison Schmitt (1935)                         | 3 januari 1977   | 3 januari 1983   | R          | 1976           |
| 10     |                                                 | Jeff Bingaman                                   | Jeff Bingaman (1943)                            | 3 januari 1983   | 3 januari 2013   | D          | 1982           |
| 10     | 1988                                            | Jeff Bingaman                                   | Jeff Bingaman (1943)                            | 3 januari 1983   | 3 januari 2013   | D          |                |
| 10     | 1994                                            | Jeff Bingaman                                   | Jeff Bingaman (1943)                            | 3 januari 1983   | 3 januari 2013   | D          |                |
| 10     | 2000                                            | Jeff Bingaman                                   | Jeff Bingaman (1943)                            | 3 januari 1983   | 3 januari 2013   | D          |                |
| 10     | 2006                                            | Jeff Bingaman                                   | Jeff Bingaman (1943)                            | 3 januari 1983   | 3 januari 2013   | D          |                |
| 11     |                                                 | Martin Heinrich                                 | Martin Heinrich (1971)                          | 3 januari 2013   | heden            | D          | 2012           |
| 11     | 2018                                            | Martin Heinrich                                 | Martin Heinrich (1971)                          | 3 januari 2013   | heden            | D          |                |

## Klasse II
| Nr.    | Senator voor New Mexico Senator from New Mexico | Senator voor New Mexico Senator from New Mexico | Senator voor New Mexico Senator from New Mexico | Ambtstermijn   | Ambtstermijn   | Partij(en) | Verkiezing(en) |
| ------ | ----------------------------------------------- | ----------------------------------------------- | ----------------------------------------------- | -------------- | -------------- | ---------- | -------------- |
| 1      |                                                 | Albert Fall                                     | Albert Fall (1861–1944)                         | 28 maart 1912  | 4 maart 1921   | R          | 1912 (1)       |
| 1      | 1912 (2)                                        | Albert Fall                                     | Albert Fall (1861–1944)                         | 28 maart 1912  | 4 maart 1921   | R          |                |
| 1      | 1913                                            | Albert Fall                                     | Albert Fall (1861–1944)                         | 28 maart 1912  | 4 maart 1921   | R          |                |
| 1      | 1918                                            | Albert Fall                                     | Albert Fall (1861–1944)                         | 28 maart 1912  | 4 maart 1921   | R          |                |
| Vacant |                                                 |                                                 |                                                 |                |                |            |                |
| 3      |                                                 | Holm Bursum                                     | Holm Bursum (1867–1953)                         | 11 maart 1921  | 4 maart 1925   | R          |                |
| 3      | 1921                                            | Holm Bursum                                     | Holm Bursum (1867–1953)                         | 11 maart 1921  | 4 maart 1925   | R          |                |
| 3      |                                                 | Sam Bratton                                     | Sam Bratton (1888–1963)                         | 4 maart 1925   | 25 juni 1935   | D          | 1924           |
| 3      | 1930                                            | Sam Bratton                                     | Sam Bratton (1888–1963)                         | 4 maart 1925   | 25 juni 1935   | D          |                |
| Vacant |                                                 |                                                 |                                                 |                |                |            |                |
| 4      |                                                 | Carl Hatch                                      | Carl Hatch (1889–1963)                          | 3 januari 1949 | 3 januari 1973 | D          |                |
| 4      | 1934                                            | Carl Hatch                                      | Carl Hatch (1889–1963)                          | 3 januari 1949 | 3 januari 1973 | D          |                |
| 4      | 1936                                            | Carl Hatch                                      | Carl Hatch (1889–1963)                          | 3 januari 1949 | 3 januari 1973 | D          |                |
| 4      | 1942                                            | Carl Hatch                                      | Carl Hatch (1889–1963)                          | 3 januari 1949 | 3 januari 1973 | D          |                |
| 5      |                                                 | Clinton Anderson                                | Clinton Anderson (1895–1975)                    | 3 januari 1949 | 3 januari 1973 | D          | 1948           |
| 5      | 1954                                            | Clinton Anderson                                | Clinton Anderson (1895–1975)                    | 3 januari 1949 | 3 januari 1973 | D          |                |
| 5      | 1960                                            | Clinton Anderson                                | Clinton Anderson (1895–1975)                    | 3 januari 1949 | 3 januari 1973 | D          |                |
| 5      | 1966                                            | Clinton Anderson                                | Clinton Anderson (1895–1975)                    | 3 januari 1949 | 3 januari 1973 | D          |                |
| 6      |                                                 | Pete Domenici                                   | Pete Domenici (1932–2017)                       | 3 januari 1973 | 3 januari 2009 | R          | 1972           |
| 6      | 1978                                            | Pete Domenici                                   | Pete Domenici (1932–2017)                       | 3 januari 1973 | 3 januari 2009 | R          |                |
| 6      | 1984                                            | Pete Domenici                                   | Pete Domenici (1932–2017)                       | 3 januari 1973 | 3 januari 2009 | R          |                |
| 6      | 1990                                            | Pete Domenici                                   | Pete Domenici (1932–2017)                       | 3 januari 1973 | 3 januari 2009 | R          |                |
| 6      | 1996                                            | Pete Domenici                                   | Pete Domenici (1932–2017)                       | 3 januari 1973 | 3 januari 2009 | R          |                |
| 6      | 2002                                            | Pete Domenici                                   | Pete Domenici (1932–2017)                       | 3 januari 1973 | 3 januari 2009 | R          |                |
| 7      |                                                 | Tom Udall                                       | Tom Udall (1948)                                | 3 januari 2009 | 3 januari 2021 | D          | 2008           |
| 7      | 2014                                            | Tom Udall                                       | Tom Udall (1948)                                | 3 januari 2009 | 3 januari 2021 | D          |                |
| 8      |                                                 | Ben Ray Luján                                   | Ben Ray Luján (1972)                            | 3 januari 2021 | heden          | D          | 2020           |

Alabama: Tuberville (R) · Britt (R)
Alaska: Murkowski (R) · Sullivan (R)
Arizona: Kelly (D) · Gallego (D)
Arkansas: Boozman (R) · Cotton (R)
Californië: Padilla (D) · Schiff (D)
Colorado: Bennet (D) · Hickenlooper (D)
Connecticut: Blumenthal (D) · Murphy (D)
Delaware: Coons (D) · Blunt Rochester (D)
Florida: R. Scott (R) · Moody (R)
Georgia: Ossoff (D) · Warnock (D)
Hawaï: Schatz (D) · Hirono (D)
Idaho: Crapo (R) · Risch (R)
Illinois: Durbin (D) · Duckworth (D)
Indiana: Young (R) · Banks (R)
Iowa: Grassley (R) · Ernst (R)
Kansas: Moran (R) · Marshall (R)
Kentucky: McConnell (R) · Paul (R)
Louisiana: Cassidy (R) · Kennedy (R)
Maine: Collins (R) · King (O)
Maryland: Van Hollen (D) · Alsobrooks (D)
Massachusetts: Warren (D) · Markey (D)
Michigan: Peters (D) · Slotkin (D)
Minnesota: Klobuchar (D) · Smith (D)
Mississippi: Wicker (R) · Hyde-Smith (R)
Missouri: Hawley (R) · Schmitt (R)
Montana: Daines (R) · Sheehy (R)
Nebraska: Fischer (R) · Ricketts (R)
Nevada: Cortez Masto (D) · Rosen (D)
New Hampshire: Shaheen (D) · Hassan (D)
New Jersey: Booker (D) · Kim (D)
New Mexico: Heinrich (D) · Luján (D)
New York: Schumer (D) · Gillibrand (D)
North Carolina: Tillis (R) · Budd (R)
North Dakota: Hoeven (R) · Cramer (R)
Ohio: Moreno (R) · Husted (R)
Oklahoma: Lankford (R) · Mullin (R)
Oregon: Wyden (D) · Merkley (D)
Pennsylvania: Fetterman (D) · McCormick (R)
Rhode Island: Reed (D) · Whitehouse (D)
South Carolina: Graham (R) · T. Scott (R)
South Dakota: Thune (R) · Rounds (R)
Tennessee: Blackburn (R) · Hagerty (R)
Texas: Cornyn (R) · Cruz (R)
Utah: Lee (R) · Curtis (R)
Vermont: Sanders (O) · Welch (D)
Virginia: Warner (D) · Kaine (D)
Washington: Murray (D) · Cantwell (D)
West Virginia: Moore Capito (R) · Justice (R)
Wisconsin: Johnson (R) · Baldwin (D)
Wyoming: Barrasso (R) · Lummis (R)
(D): Democraat · (R): Republikein · (O): Onafhankelijk